# Nosicielka wody
Nosicielka wody lub Dziewczyna z dzbanem (hiszp. La aguadora) – obraz hiszpańskiego malarza Francisca Goi. Należy do zbiorów Muzeum Sztuk Pięknych w Budapeszcie.

## Okoliczności powstania
Po młodzieńczym okresie, w którym Goya malował obrazy w duchu rokoka oraz projekty gobelinów dla królewskiego dworu, tematyka jego prac coraz częściej zaczęła dotykać codziennych wydarzeń. Bohaterami jego prac były postacie z ludu, a ich wymowa coraz bardziej wiązała się z walką o wolność i prawa. Pod wpływem wojny wyzwoleńczej toczonej przeciwko Napoleonowi, w twórczości Goi pojawili się pierwsi proletariusze, przedstawieni w sposób daleki od sielskiej atmosfery. Przykładem tej tematyki są płótna: List, Szlifierz, Kuźnia oraz Dziewczyna z dzbanem.

## Opis obrazu
Obraz przedstawia prostą dziewczynę, mieszkankę Saragossy. Ma na sobie zniszczoną, brązową spódnicę, a jej ramiona okrywa biały szal. Wokół talii owinięta jest pasem żółtego płótna pomagającym w noszeniu ciężkich dzbanów z wodą. W lewej ręce trzyma koszyk z cynowymi kubkami. Dziewczyna nie sprawia wrażenia pięknej, lecz silnej, pewnie stoi na szeroko rozstawionych nogach spoglądając na widza nieco z góry. Emanuje od niej energia i młodość, ponadto wydaje się dumna ze swojej pracy.
Postać została namalowana w prosty, surowy sposób przy użyciu szybkich pociągnięć pędzla i grubo nałożonej farby. Ostre słoneczne światło podkreśla żywe kolory, miejscami prześwituje czerwony podkład.

## Proweniencja
Obraz został wymieniony w spisie dobytku Goi sporządzonym w 1812 roku po śmierci jego żony. Następnie znajdował się w kolekcji księcia Aloysa von Kaunitz-Rietberga z Wiednia, który prawdopodobnie kupił go od malarza, kiedy był ambasadorem w Madrycie w latach 1815–1817. W 1820 kolekcja księcia została zlicytowana, a wraz z nią Nosicielka wody i Szlifierz. Oba obrazy trafiły do kolekcji Esterházych, a w 1871 roku do Muzeum Sztuk Pięknych w Budapeszcie.